# Karol Szajnocha

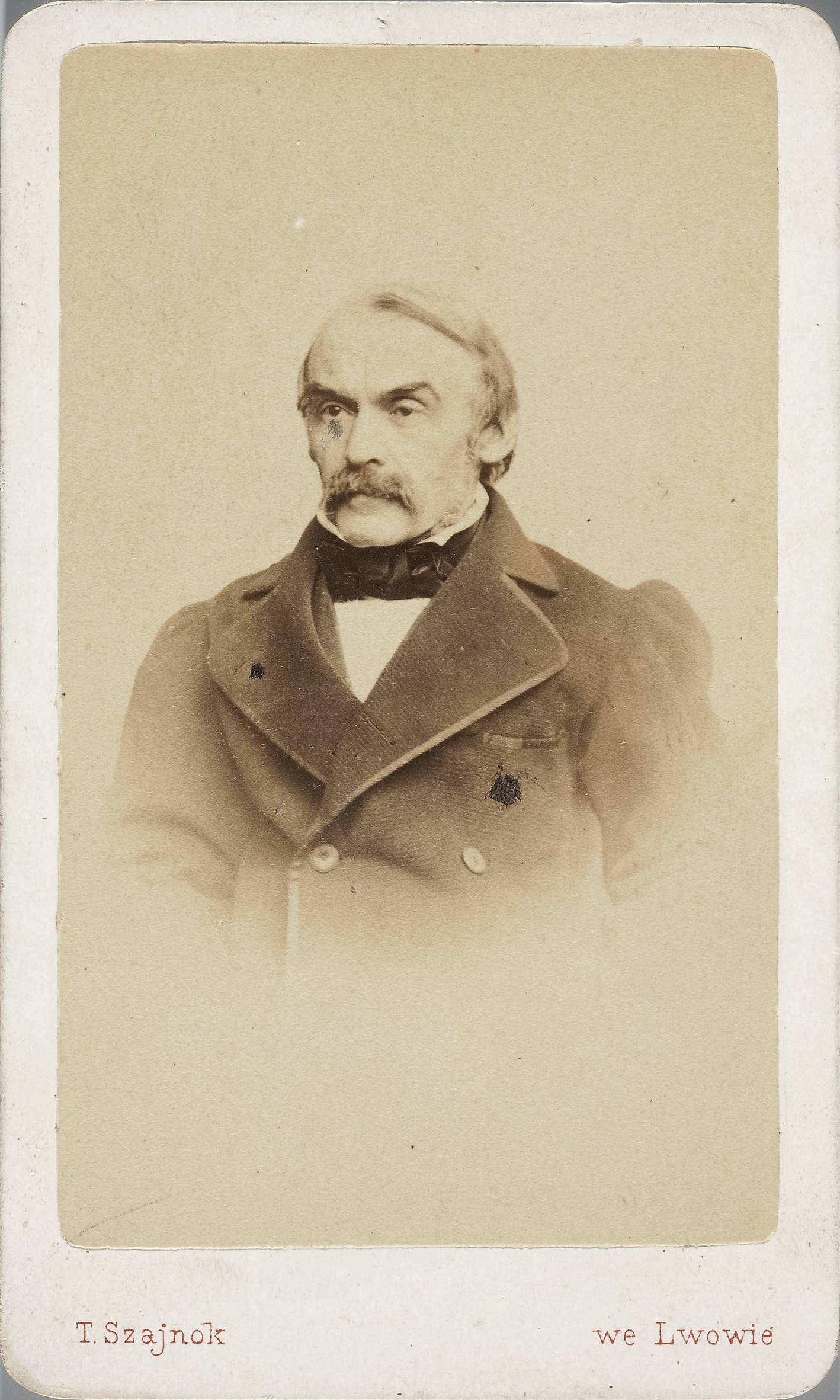
Karol Szajnocha

Karol Szajnocha, född 20 november 1818 i Komarno, Galizien, död 10 januari 1868 i Lemberg, var en polsk historiker. 
Szajnocha studerade i Lemberg och satt 1835–37 i fängelse för politiska stämplingar. Efter att ha utgett några skönlitterära arbeten ägnade han sig åt studier i Polens historia. Han var 1853–58 kustos vid ossolinska biblioteket. Av hans arbeten kan nämnas monografin Bolesław Chrobry (1848), Pierwsze odrodzenie Polski 1279–1333 (Polens första pånyttfödelse, 1848), en skildring av Kasimir III:s tid, Jadwiga i Jagiello (Hedvig och Jagello, 1855; andra upplagan 1861), Szkice historyczne (tre delar, 1854–69) och Dwa lata dziejów naszych 1646–48 (1869), vari han skildrar Polens krig med kosackerna. Hans samlade historiska arbeten utkom 1876–78 i tio band.